# La signora è da buttare
La signora è da buttare è una commedia teatrale di Dario Fo, scritta nel 1967.
La "signora" a cui fa riferimento il titolo è la personificazione degli Stati Uniti d'America, contro i quali Fo conduce un'aspra critica, diretta sia verso i falsi miti di cui essa si farebbe portatrice, sia delle politiche militari ed interne adottate.
Le musiche sono state composte da Fiorenzo Carpi e interpretate da Oscar Prudente.

## Trama
La commedia prende in prestito le situazioni tipiche di un circo per inscenare una serie di gag divertenti, tutte analogie di ben altre situazioni politiche e sociali presentate sotto la lente deformante della comicità. I personaggi sono tutti clown, ad eccezione di Franca, la quale interpreta sia la vecchia signora sia la ragazza cicciona (oltre ad altre figure).
La scena si apre su una pista non definita in maniera naturalistica, sulla quale è presente un carrozzone da circo ed un grosso letto nel quale riposa una vecchia signora in procinto di morire.
Nel corso dello spettacolo ci si riferisce più volte alla politica statunitense, come quando si punta il dito contro la guerra del Vietnam e l'offesa bellica come presunta portatrice di salvezza.